# Coldseed
Coldseed es una banda de heavy metal proveniente de Alemania, aunque sus miembros son de diferentes nacionalidades; de Suecia, Alemania y España. La banda toca un estilo que es una combinación de metal gótico, metal industrial y groove metal.

## Historia
Después de que el baterista Thomen Stauch dejara Blind Guardian, anunció sus intenciones de integrarse a dos bandas. Además de Savage Circus, la cual posee un sonido que recuerda a Blind Guardian, Thomen fundó Coldseed junto con Björn Strid, el vocalista de Soilwork. Poco después la banda firmó contrato con Nuclear Blast, la cual es la nueva discográfica que firmó con Blind Guardian para su siguiente producción. El 30 de junio de 2006 lanzaron el álbum Completion Makes the Tragedy.

## Integrantes
- Björn Strid - Voz
- Thomen Stauch - Batería
- Gonzalo Alfageme López - Guitarra
- Oliver Holzwarth - Bajo
- Thorsten Praest - Guitarra
- Michael Schüren - Teclados, Sintetizadores

## Discografía
- 2006: Completion Makes the Tragedy (Nuclear Blast[3])